# 褐色隙蛛
褐色隙蛛（学名：Coelotes brunneus）为暗蛛科隙蛛属的动物。在中国大陆，分布于西藏等地，常见于山林石块下。该物种的模式产地在西藏。